# Desmonema chierchianum
Desmonema chierchianum är en manetart som beskrevs av Ernst Vanhöffen 1888. Desmonema chierchianum ingår i släktet Desmonema och familjen Cyaneidae. Inga underarter finns listade i Catalogue of Life.